# Campionato italiano di calcio per amputati 2019
Il Campionato italiano di calcio per amputati 2019 è stata la 1ª edizione del campionato italiano di calcio per amputati, disputato tra il 27 aprile 2019 e il 2 dicembre 2019, e conclusasi con la vittoria della Nuova Montelabbate al suo primo titolo.

## Squadre partecipanti
| Club                    | Città        | Allenatore | Stagione precedente |
| ----------------------- | ------------ | ---------- | ------------------- |
| Fabrizio Miccoli        | Lecce        |            | Esordiente          |
| Levante C. Pegliese     | Genova       |            | Esordiente          |
| Nuova Montelabbate      | Montelabbate |            | Esordiente          |
| Vicenza Calcio Amputati | Vicenza      |            | Esordiente          |

## Risultati

### Classifica
|  | Pos. | Squadra                 | Pt | G | V | N | P | GF | GS | DR  |
|  | ---- | ----------------------- | -- | - | - | - | - | -- | -- | --- |
|  | 1    | Nuova Montelabbate      | 16 | 6 | 5 | 1 | 0 | 35 | 3  | +32 |
|  | 2    | Vicenza Calcio Amputati | 13 | 6 | 4 | 1 | 1 | 18 | 3  | +15 |
|  | 3    | Levante C. Pegliese     | 3  | 6 | 1 | 0 | 5 | 3  | 22 | -19 |
|  | 4    | Fabrizio Miccoli        | 3  | 6 | 1 | 0 | 5 | 5  | 31 | -26 |

Legenda:
      Campione d'Italia 2019.

## Risultati

### Tabellone
Aggiornato al 28 marzo 2022.
Ogni riga indica i risultati casalinghi della squadra segnata a inizio della riga, contro le squadre segnate colonna per colonna (che invece avranno giocato l'incontro in trasferta). Al contrario, leggendo la colonna di una squadra si avranno i risultati ottenuti dalla stessa in trasferta, contro le squadre segnate in ogni riga, che invece avranno giocato l'incontro in casa.
|              | MIC  | LEV  | MON  | VIC  |
| ------------ | ---- | ---- | ---- | ---- |
| F.Miccoli    | ---- | 1-3  | 0-2  | 0-8  |
| Levante      | 2-2  | –––– | 0-4  | 0-10 |
| Montelabbate | 4-0  | 6-0  | –––– | 1-1  |
| Vicenza      | 5-0  | 8-2  | 3-1  | –––– |

### Calendario
|         | 1ª giornata                                   |     |
|         |                                               |     |
| 27 apr. | Vicenza Calcio Amputati - Levante C. Pegliese | 8-2 |
| 27 apr. | Fabrizio Miccoli - Vicenza Calcio Amputati    | 0-8 |
| 27 apr. | Nuova Montelabbate - Levante C. Pegliese      | 6-0 |
| 27 apr. | Fabrizio Miccoli - Nuova Montelabbate         | 0-2 |
| 28 apr. | Fabrizio Miccoli - Levante C. Pegliese        | 1-3 |
| 28 apr. | Vicenza Calcio Amputati - Nuova Montelabbate  | 3-1 |

|         | 2ª giornata                                   |      |
|         |                                               |      |
| 15 giu. | Levante C. Pegliese - Vicenza Calcio Amputati | 0-10 |
| 15 giu. | Nuova Montelabbate - Fabrizio Miccoli         | 4-0  |
| 15 giu. | Vicenza Calcio Amputati - Fabrizio Miccoli    | 5-0  |
| 15 giu. | Levante C. Pegliese - Nuova Montelabbate      | 0-4  |
| 16 giu. | Nuova Montelabbate - Vicenza Calcio Amputati  | 1-1  |
| 16 giu. | Levante C. Pegliese - Fabrizio Miccoli        | 0-2  |

|         | 1ª giornata                                   |     |
|         |                                               |     |
| 27 apr. | Vicenza Calcio Amputati - Levante C. Pegliese | 8-2 |
| 27 apr. | Fabrizio Miccoli - Vicenza Calcio Amputati    | 0-8 |
| 27 apr. | Nuova Montelabbate - Levante C. Pegliese      | 6-0 |
| 27 apr. | Fabrizio Miccoli - Nuova Montelabbate         | 0-2 |
| 28 apr. | Fabrizio Miccoli - Levante C. Pegliese        | 1-3 |
| 28 apr. | Vicenza Calcio Amputati - Nuova Montelabbate  | 3-1 |

|         | 2ª giornata                                   |      |
|         |                                               |      |
| 15 giu. | Levante C. Pegliese - Vicenza Calcio Amputati | 0-10 |
| 15 giu. | Nuova Montelabbate - Fabrizio Miccoli         | 4-0  |
| 15 giu. | Vicenza Calcio Amputati - Fabrizio Miccoli    | 5-0  |
| 15 giu. | Levante C. Pegliese - Nuova Montelabbate      | 0-4  |
| 16 giu. | Nuova Montelabbate - Vicenza Calcio Amputati  | 1-1  |
| 16 giu. | Levante C. Pegliese - Fabrizio Miccoli        | 0-2  |